# Spurgeon (Tennessee)
Spurgeon é uma Região censo-designada localizada no estado norte-americano de Tennessee, no Condado de Sullivan e Condado de Washington.

## Demografia
Segundo o censo norte-americano de 2000, a sua população era de 3460 habitantes.

## Geografia
De acordo com o United States Census Bureau tem uma área de
11,0 km², dos quais 10,7 km² cobertos por terra e 0,3 km² cobertos por água.

## Localidades na vizinhança
O diagrama seguinte representa as localidades num raio de 16 km ao redor de Spurgeon.